# ファイシュトリッツタール鉄道
ファイシュトリッツタール鉄道（ファイシュトリッツタールてつどう、ドイツ語: Feistritztalbahn）は、オーストリア・シュタイアーマルク州に存在する鉄道路線。2022年現在はファイシュトリッツタール鉄道運営会社（Feistritztalbahn BetriebsgesmbH）が路線を所有しており、クラブU44（Club U44）の支援のもとで蒸気機関車が牽引する保存列車が運行されている。

## 歴史
2022年現在のシュタイアーマルク州に位置する地域に鉄道路線を建設する計画は19世紀以降複数立ち上げられ、その中でもグライスドルフとヴァイツ（Weiz）を結ぶ標準軌（軌間1,435 mm）の路線は1889年に開通を果たしている。その後、ヴァイツから更に路線を伸ばす案が検討されたものの、線形条件や戦争時の施設供出の可能性といった都合もあり、最終的にヴァイツ - ビルクフェルト（Birkfeld）までボスニア軌間（軌間760 mm）の軽便鉄道を建設する事が決定した。1907年に鉄道省に申請書が提出された後、1909年に許可が下りたことを受けて建設が開始された。工事は2年がかりで行われ、1911年12月14日に開通式が実施され、翌12月15日から本格的な営業運転が始まった。運営はヴァイツ-ビルクフェルト地方鉄道会社（Lokalbahn-AG Weiz – Birkfeld）によって行われた。
その後、第一次世界大戦の勃発により、木材輸送ルートとしてビルクフェルトからラッテン（Ratten）へ路線を延伸する案が浮上し1917年から建設が始まったものの、人員不足やオーストリア＝ハンガリー帝国の解体後の混乱などの影響からこの時点では実現しなかった。その後、1920年代に入るとラッテンで炭鉱の開発が始まったことを受け、採掘される褐炭の輸送手段として同区間に鉄道路線を建設する事となり、1922年に貨物輸送が、1930年からは旅客輸送が開始された。ただし、貨物列車については当時連結器や真空ブレーキの有無などの機器の違いによりビルクフェルトでの載せ替えを余儀なくされた。また、建設当初はレッテネック（Rettenegg）へのさらなる延伸も計画されていたがそちらは実現しなかった。
その後、1942年に運営権がシュタイアーマルク州に移管されて以降もファイシュトリッツタール鉄道は旅客・貨物輸送で活躍をつづけたが、第二次世界大戦後はモータリーゼーションの進展や各地の集落の中心地から離れた経路という立地条件の不利などにより旅客数が急速に減少した。更に貨物輸送についても、ラッテンに存在した炭鉱が1960年に閉鎖したことにより大きな打撃を受けた。ディーゼル機関車（VL 11-16形）を始めとした新型車両やガントリークレーンの導入などの近代化も実施されたが旅客・貨物双方の輸送量の減少に歯止めはかからず、定期旅客輸送は1973年までに順次廃止されたほか、貨物輸送についても縮小の一途を辿った結果、ヴァイツ - オーベルファイストリッツ（Oberfeistritz）間で実施された滑石輸送が2014年末をもって終了したのを最後に全廃された。また、ビルクフェルト - ラッテン間については1981年をもって鉄道路線そのものが撤去されている。
一方、1971年から開始された蒸気機関車が牽引する保存列車は多くの観光客を呼び込み、1973年に支援団体の「ファイシュトリッツタール鉄道友の会」（Freunde der Feistritztalbahn）、通称「クラブU44」（Club U44）が設立された他、1970年代に同鉄道を訪問したオーストリアの首相も風光明媚なこの鉄道の存続を約束した。以降も同鉄道は蒸気機関車が走る観光鉄道として営業運転が続けられている。一方で運営権については、前述した貨物列車の廃止を機に2015年にシュタイアーマルク州からファイシュトリッツタール鉄道運営会社（Feistritztalbahn BetriebsgesmbH）へ移管されている。

## 運行

### 経路
2022年現在、ファイシュトリッツタール鉄道の路線は以下の通りである。ただし同年時点でヴァイツ - アンガー（Anger）間については軌道の損傷により運休しており、列車はアンガー - ビルクフェルト間で運行されている。また、1981年に廃止されたビルクフェルト - ラッテン間には廃線跡を用いたサイクリングロードが整備されている。
| 駅名                                   | 備考・参考       |
| -------------------------------------- | ---------------- |
| Weiz                                   | 2022年現在運休中 |
| Oberfeistritz                          | 2022年現在運休中 |
| Anger                                  | 2022年現在運休中 |
| 沿線には客車を利用した列車ホテルが存在 |                  |
| Koglhof                                |                  |
| Birkfeld                               |                  |

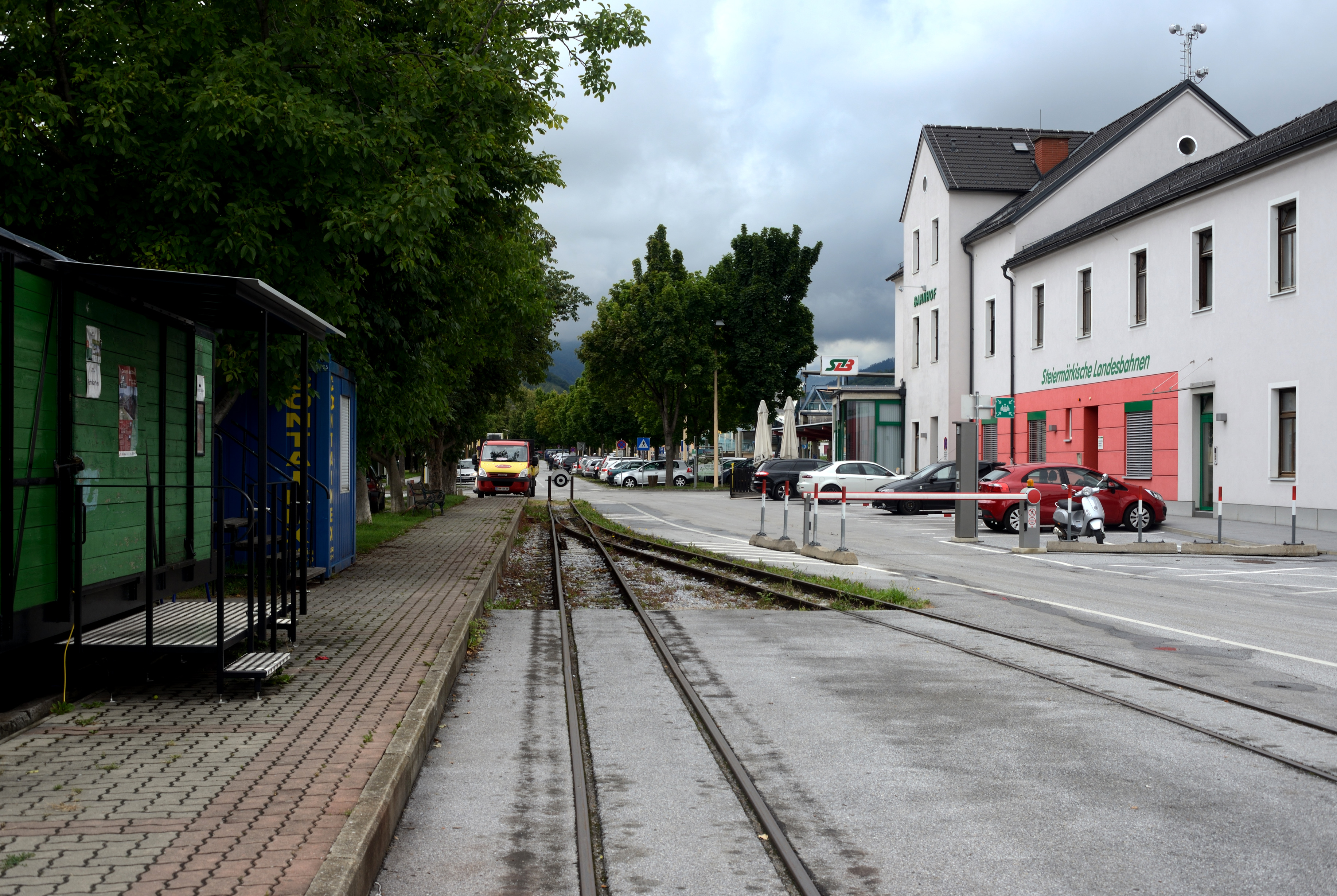
Weiz駅（ファイシュトリッツタール鉄道のホーム）（2014年撮影）
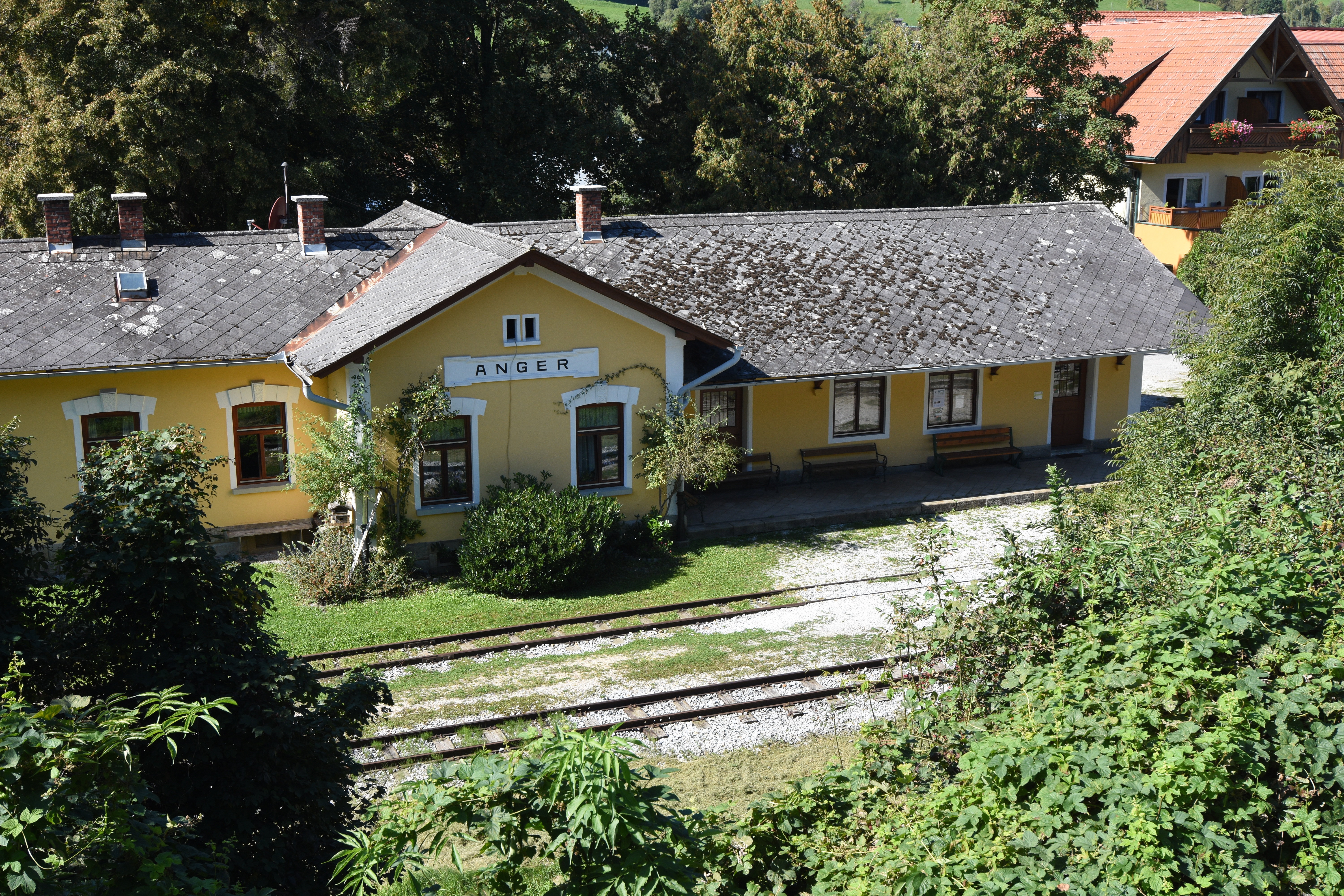
Anger駅（2018年撮影）
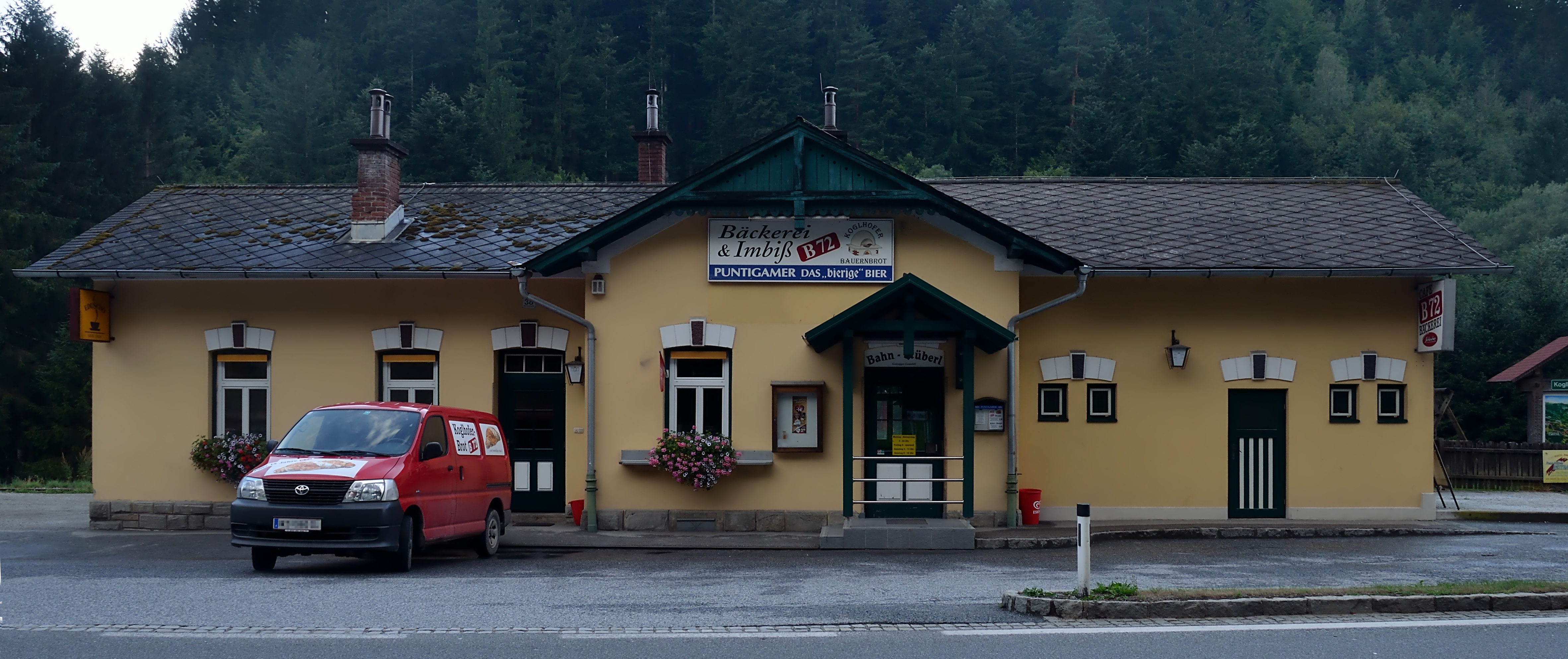
Koglhof駅（2013年撮影）

### 建造物

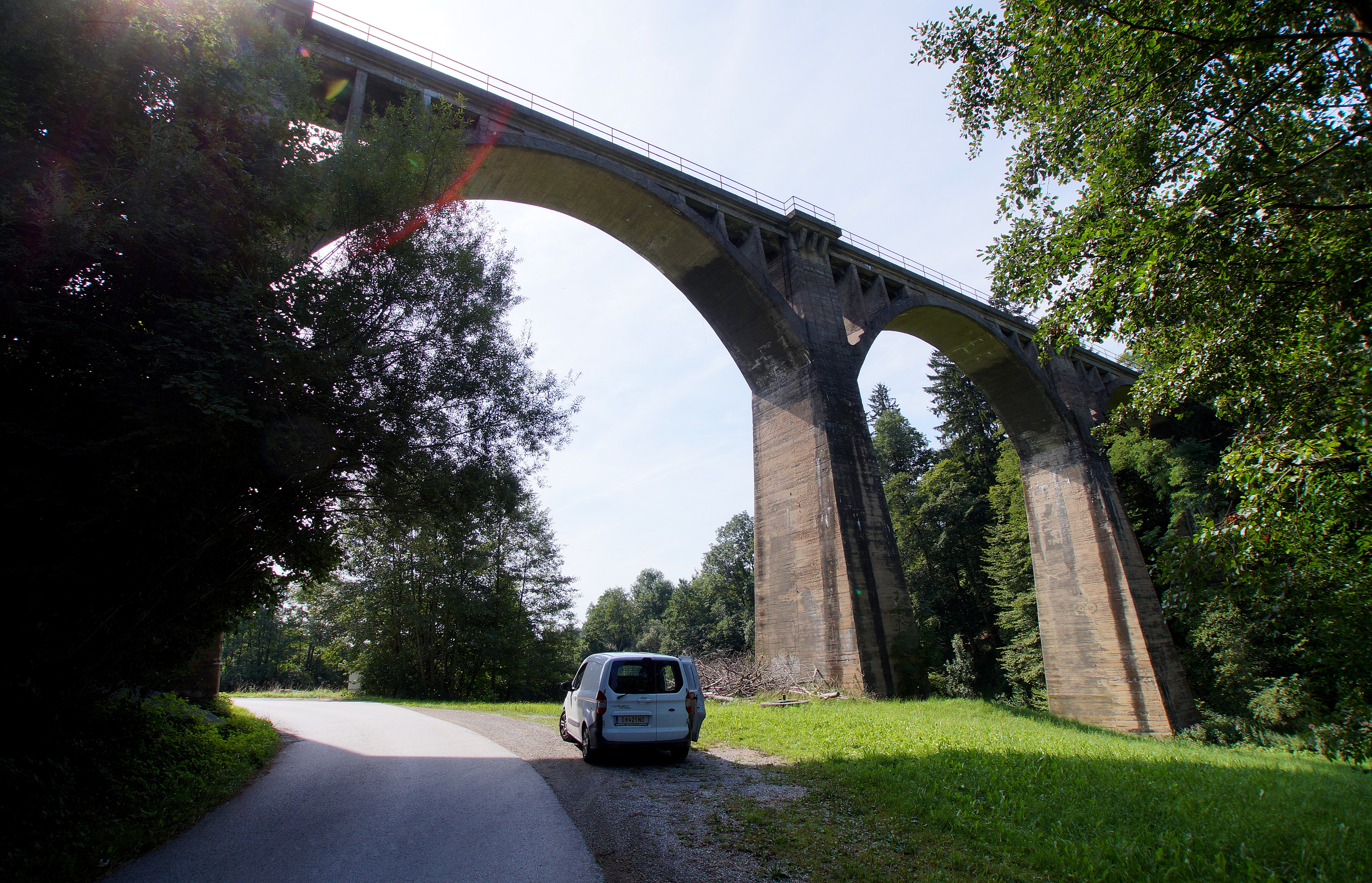
Weiz - Oberfeistritz間に存在するグラブ高架橋（Grub-Viadukt） （2021年撮影）
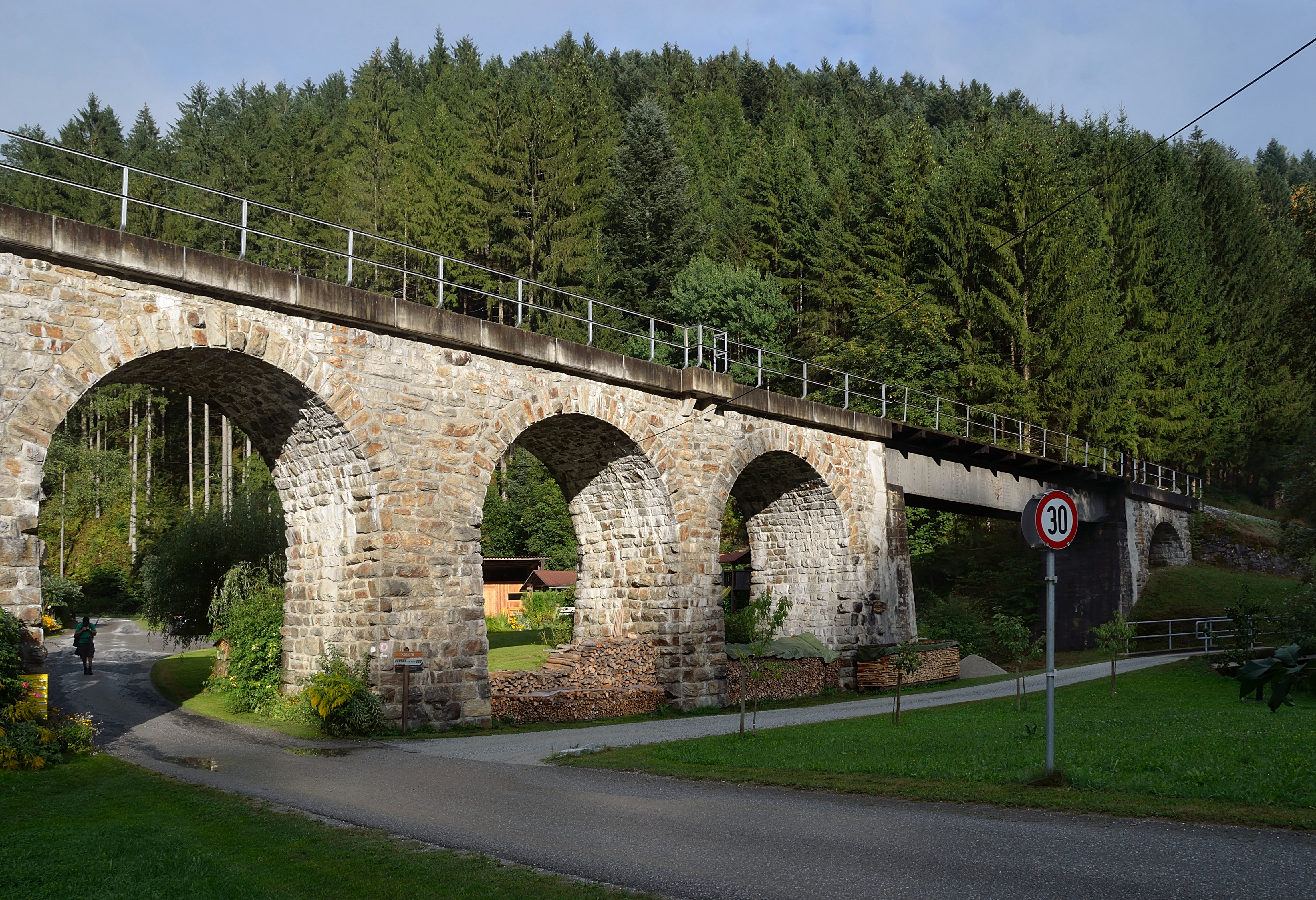
Koglhof - Birkfeld間に存在するホラースバッハ高架橋（Hollersbach-Viadukt） 一部は洪水の影響で鉄製の橋梁に建て替えられている （2013年撮影）
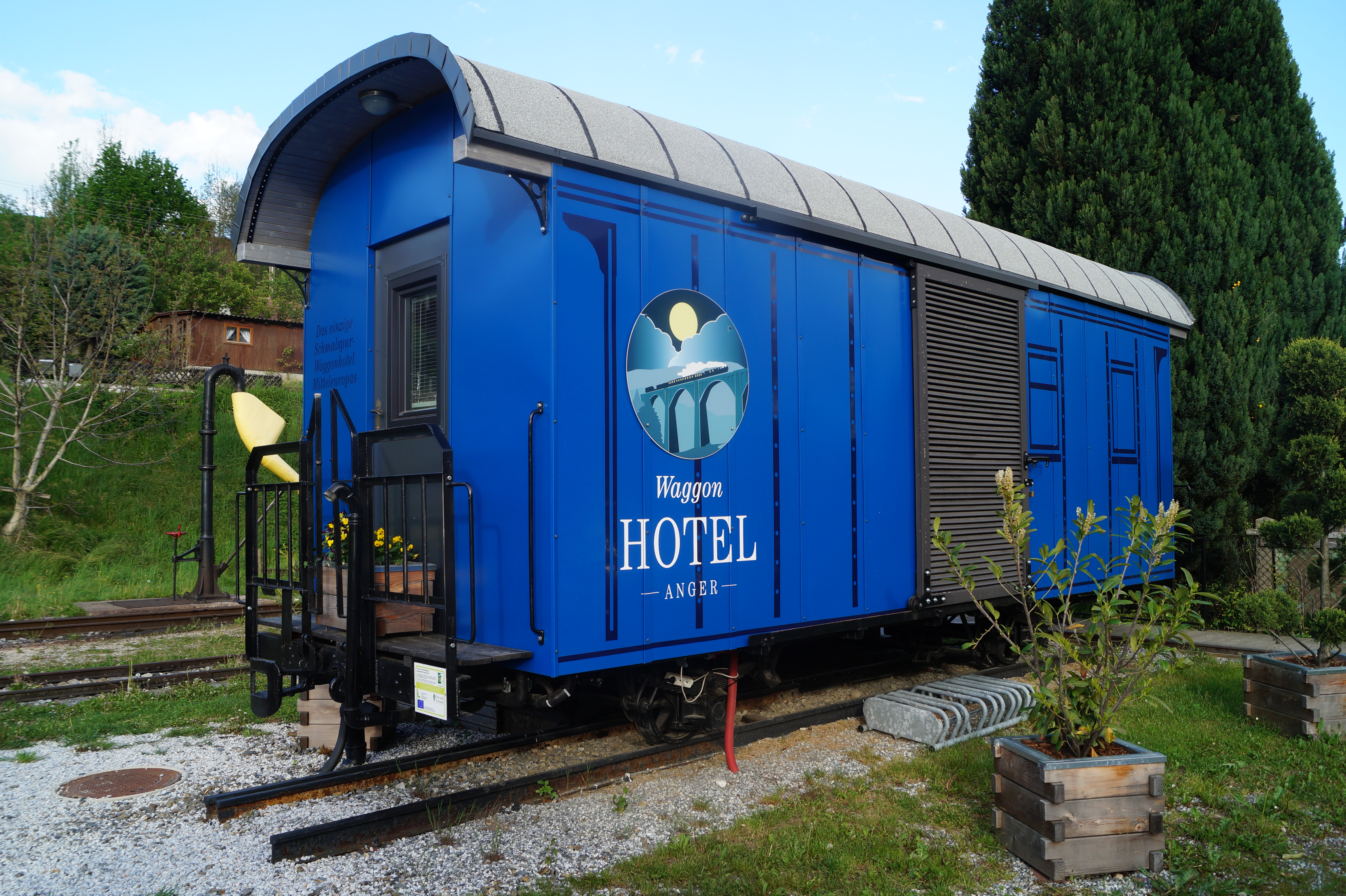
Anger駅に近接する列車ホテル「Waggonhotel Anger」 （2017年撮影）

## 車両

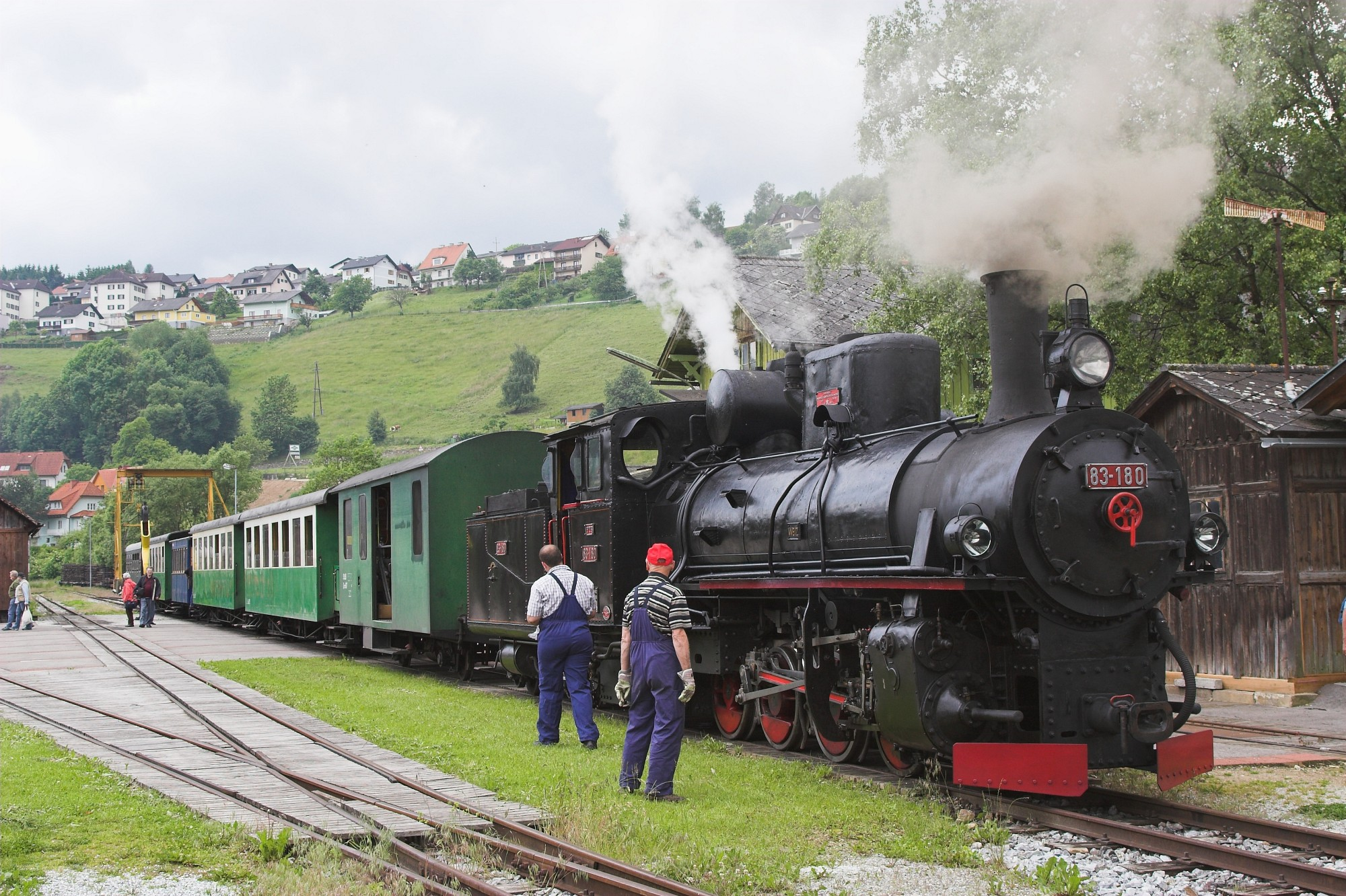
蒸気機関車の83-180が牽引する客車列車 （2007年撮影）
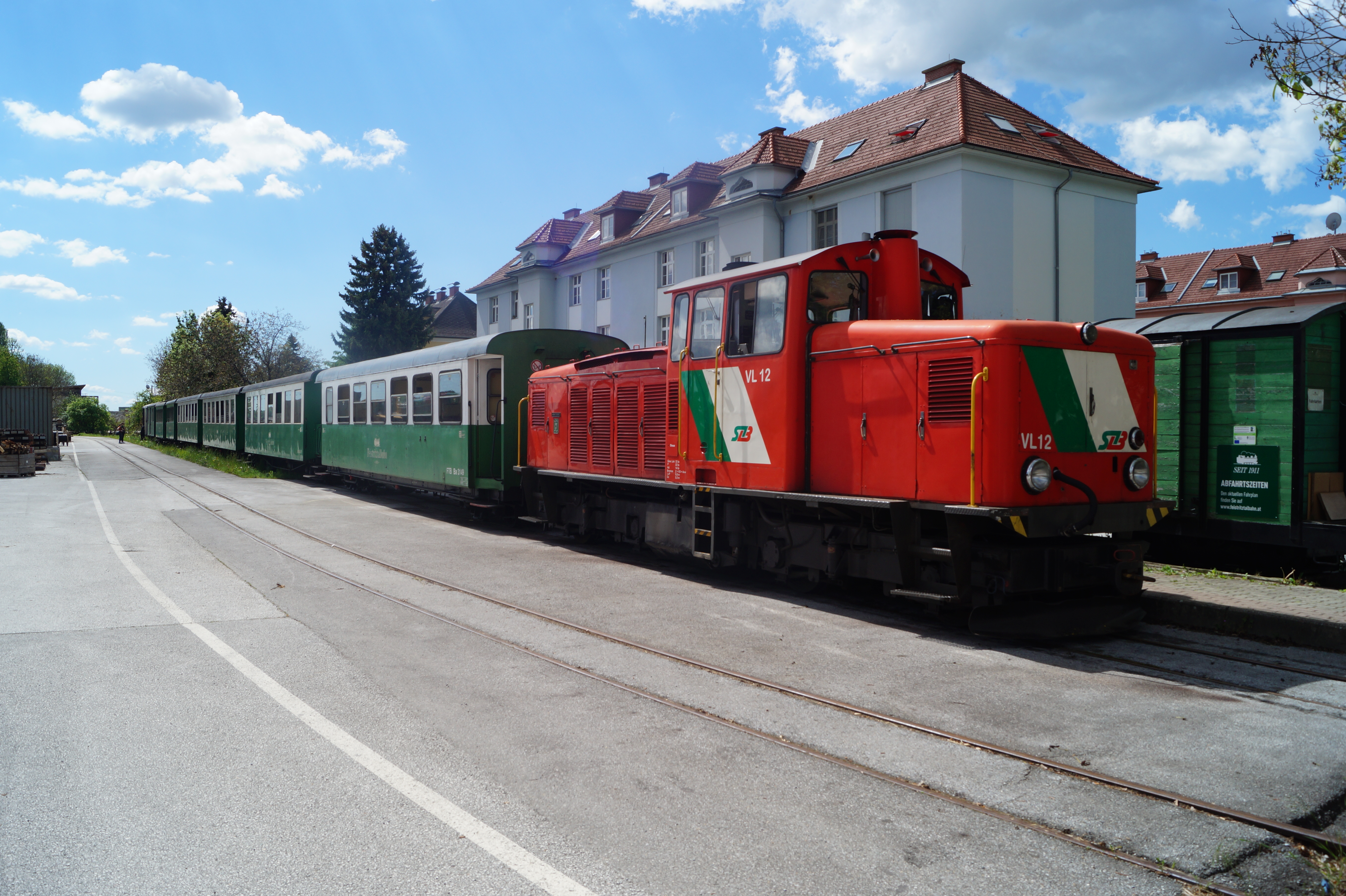
ディーゼル機関車のVL12が牽引する客車列車 （2017年撮影）
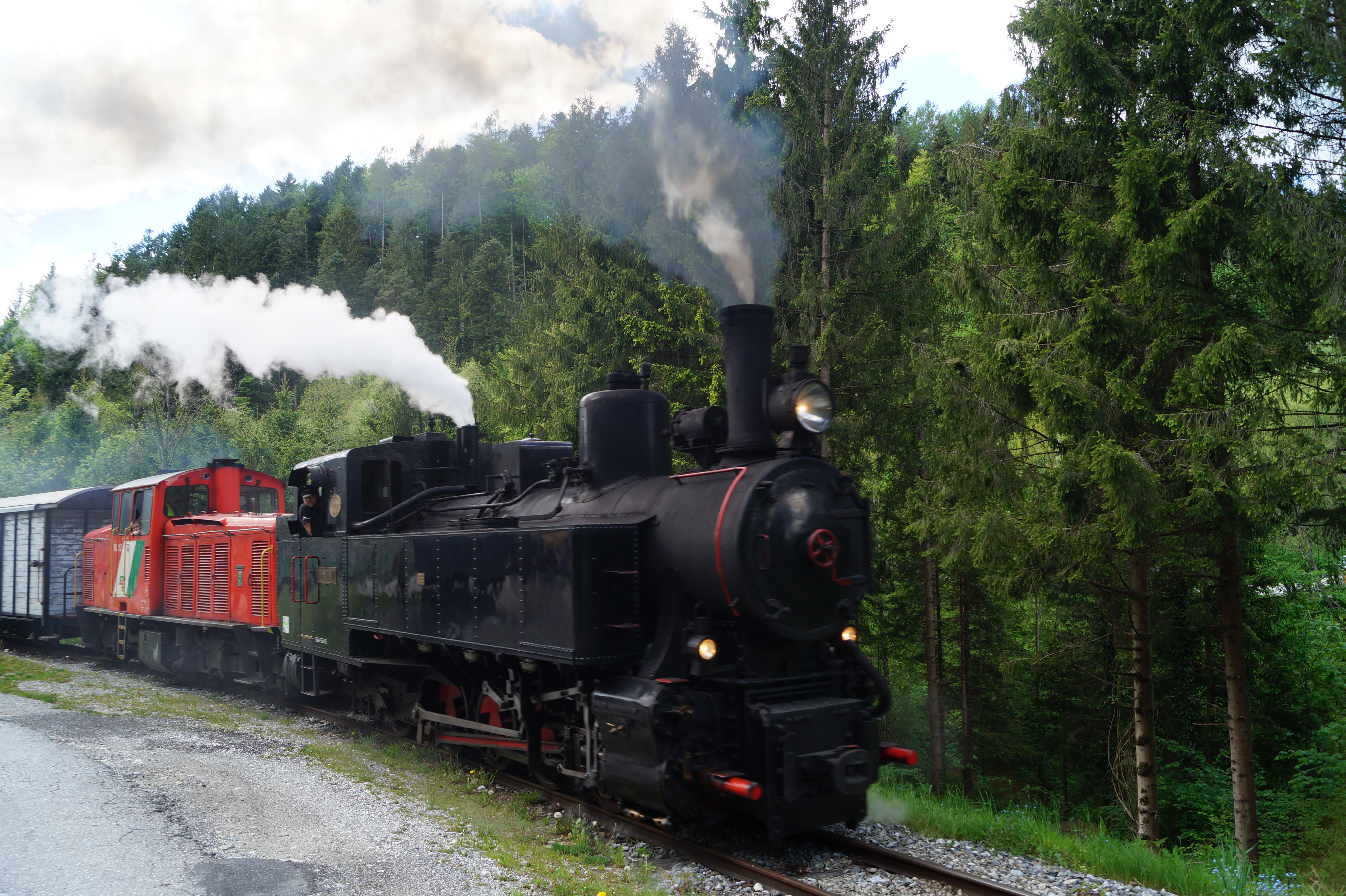
蒸気機関車（Kh.101）とディーゼル機関車（VL12）の重連運転（2017年撮影）